# Gigi Gryce
Gigi Gryce, amtlich George General Grice jun. (alias Lee Sears, * 28. November 1925 in Pensacola; † 17. März 1983 in Pensacola) war ein US-amerikanischer Jazz-Saxophonist, Komponist und Arrangeur. Er benutzte auch die Pseudonyme Basheer Qusim (islamischer Name) und Lee Sears.

## Leben und Wirken
Gigi Gryce gehörte zu den frühen Hardbop-Musikern. Sein Saxophonton war sowohl von Charlie Parker als auch von Lee Konitz beeinflusst. Er war Mitglied der Jazz Messengers.
Gryce studierte Musik (Klarinette, Altsaxophon, Klavier, Flöte) und Komposition am Boston Conservatory und 1952 als Fulbright-Stipendiat bei Arthur Honegger in Paris. Er spielte seit 1946 professionell und hatte eine eigene Big Band, u. a. mit Horace Silver. Nach seiner Rückkehr aus Paris arbeitete er mit Howard McGhee und Max Roach. 1953 ging er mit der Lionel-Hampton-Band – dabei Art Farmer – auf Europatournee und arbeitete mit Tadd Dameron und Clifford Brown. Für dessen Session im August 1953, die auf dem Memorial Album erschienen ist, schrieb er auch Kompositionen und Arrangements. Es waren insbesondere seine Kompositionen, wie „Nica's Tempo“ und Arbeiten für größere Ensembles, mit denen er sich seinen Ruf in der Jazzszene erwarb. Er schrieb auch für Stan Getz, Dakota Staton und Ernestine Anderson.
1955 bis 1957 arbeitete er bei Oscar Pettiford, für den er auch komponierte. 1957 spielte er auf Thelonious Monks Album Monk’s Music an der Seite von Coleman Hawkins und John Coltrane. Ab 1957 leitete er zusammen mit dem Trompeter Donald Byrd das Jazz Lab Quartet mit Pettiford und Tommy Flanagan, mit dem er auch auf dem Newport Jazz Festival 1957 auftrat. Arrangements und Kompositionen, die er dafür aufnahm, spielte Blakey auf Ritual ein, Gryce wurde dort unter dem Pseudonym Lee Sears genannt, das ist der Name seiner Frau. Außerdem arbeitete Gryce mit Wynton Kelly, Jimmy Cleveland, Sahib Shihab, Art Taylor, Phil Woods und Kenny Clarke in Quintetten zusammen. Ab 1959 leitete er wieder eine eigene Band, zog sich jedoch nach seinem Album The Rat Race Blues (1960) allmählich von der Jazzszene zurück, um als Musiklehrer zu arbeiten.

## Diskographische Hinweise

### Als Leader
- 1955 Do It Yourself Jazz  (Signal, Savoy) mit Duke Jordan, Oscar Pettiford, Kenny Clarke
- 1955 Nica’s Tempo (Savoy Records)
- 1957 Jazz Laboratory Series 1+2 (Savoy Records)
- 1957 Jazz Lab (Columbia)
- 1957 Modern Jazz Perpesktive (Columbia)
- 1960 Sayin´ Something (Prestige)
- 1960 The Hap´nin´s (Prestige)
- 1960 The Rat Race Blues (Prestige)

### Als Sideman
- Clifford Brown: Memorial Album (Blue Note, 1953)
- Art Farmer: When Farmer Meets Gryce (Prestige, 1954)
- Thelonious Monk: Monk’s Music (Riverside Records)